# Championnat d'Asie du Sud-Est de football 2016
Navigation
Édition précédente Édition suivante
L'AFF Suzuki Cup 2016 est une compétition internationale de football, la 11e édition du Championnat d'Asie du Sud-Est de football, championnat regroupant les équipes nationales de l'ASEAN (Association des Nations de l'Asie du Sud-Est), inauguré en 1996. Autrefois appelée Tiger Cup (Coupe du Tigre) lors des premières éditions, la Coupe a changé de nom depuis 2008 car elle est désormais sponsorisée par l'entreprise japonaise Suzuki.
Elle se déroule du 19 novembre 2016 au 17 décembre 2016 aux Philippines et en Birmanie pour la phase de groupes. Les demi-finales et la finale, jouée en matchs aller-retour, se sont jouées dans les pays concernés.
C'est le tenant du titre, la Thaïlande, qui remporte à nouveau la compétition après avoir battu l'Indonésie en finale. C'est le cinquième titre pour les Thaïlandais alors que la sélection indonésienne perd là pour la cinquième fois en finale, sans avoir jusqu'à présent été sacrée. Deux membres de l'équipe thaïlandaise sont récompensés : l'attaquant Teerasil Dangda reçoit le trophée de meilleur buteur, avec six buts inscrits durant le tournoi alors que Chanathip Songkrasin est sacré meilleur joueur de la compétition.

## Stades
| Bocaue                    | Manille                 | Rangoun                 | Naypyidaw               |
| ------------------------- | ----------------------- | ----------------------- | ----------------------- |
| Philippine Sports Stadium | Stade Rizal Memorial    | Stade Thuwunna          | Stade Wunna Theikdi     |
| Capacité: 20 000 places   | Capacité: 12 873 places | Capacité: 32 000 places | Capacité: 30 000 places |
|                           |                         |                         |                         |

## Tour préliminaire
Le tour préliminaire de qualification s'est déroulé du 15 au 21 octobre 2016 à Phnom Penh, capitale du Cambodge. Il a opposé les quatre nations les plus mal classées de l'ASEAN : le Laos, le Cambodge, le Timor oriental et Brunei. Seul le premier du classement final se qualifie pour le tournoi principal.
| Rang | Équipe         | Pts | J | G | N | P | Bp | Bc | Diff |  | Résultats (▼ dom., ► ext.) |  |     |     |     |
| ---- | -------------- | --- | - | - | - | - | -- | -- | ---- |  | -------------------------- |  | --- | --- | --- |
| 1    | Cambodge       | 9   | 3 | 3 | 0 | 0 | 8  | 3  | +5   |  | Cambodge                   |  | 2-1 | 3-0 | 3-2 |
| 2    | Laos           | 6   | 3 | 2 | 0 | 1 | 7  | 6  | +1   |  | Laos                       |  |     | 4-3 | 2-1 |
| 3    | Brunei         | 3   | 3 | 1 | 0 | 2 | 5  | 8  | -3   |  | Brunei                     |  |     |     | 2-1 |
| 4    | Timor oriental | 0   | 3 | 0 | 0 | 3 | 4  | 7  | -3   |  | Timor oriental             |  |     |     |     |

- Le Cambodge se qualifie pour la phase finale, pour la première fois depuis 2008.

## Phase finale
La phase finale regroupe 8 équipes. Les deux pays hôtes sont automatiquement qualifiés, ainsi que les 5 autres équipes les mieux classées lors de l'édition précédente. La huitième sélection se qualifie via le tour préliminaire.
La phase de groupe se déroule aux Philippines du 19 au 25 novembre pour le groupe A, en Birmanie du 20 au 26 novembre pour le groupe B. Les demi-finales et la finale sont jouées en match aller-retour à domicile et à l'extérieur. Les demi-finales ont lieu les 3 et 4 décembre pour les matchs aller, les 7 et 8 décembre pour les matchs retour. La finale aura lieu les 14 et 17 décembre.

### Participants
Les deux pays hôtes sont automatiquement qualifiés pour la phase finale
- Philippines
- Birmanie

Cinq autres pays sont qualifiés automatiquement pour la phase finale grâce à leurs résultats lors de l'édition précédente
- Thaïlande
- Malaisie
- Vietnam
- Indonésie
- Singapour

Un pays s'est qualifié via le tour préliminaire
- Cambodge

### Phase de groupes

#### Groupe A
Les matchs ont lieu au Philippine Sports Stadium de Bocaue et au Stade Rizal Memorial de Manille du 19 au 25 novembre 2016.
| Rang | Équipe      | Pts | J | G | N | P | Bp | Bc | Diff |  | Résultats (▼ dom., ► ext.) |  |     |     |     |
| ---- | ----------- | --- | - | - | - | - | -- | -- | ---- |  | -------------------------- |  | --- | --- | --- |
| 1    | Thaïlande   | 9   | 3 | 3 | 0 | 0 | 6  | 2  | +4   |  | Thaïlande                  |  | 4-2 | 1-0 | 1-0 |
| 2    | Indonésie   | 4   | 3 | 1 | 1 | 1 | 6  | 7  | -1   |  | Indonésie                  |  |     | 2-2 | 2-1 |
| 3    | Philippines | 2   | 3 | 0 | 2 | 1 | 2  | 3  | -1   |  | Philippines                |  |     |     | 0-0 |
| 4    | Singapour   | 1   | 3 | 0 | 1 | 2 | 1  | 3  | -2   |  | Singapour                  |  |     |     |     |

#### Groupe B
Les matchs ont lieu au Stade Thuwunna de Rangoun et au Stade Wunna Theikdi de Naypyidaw du 20 au 26 novembre 2016.
| Rang | Équipe   | Pts | J | G | N | P | Bp | Bc | Diff |  | Résultats (▼ dom., ► ext.) |  |     |     |     |
| ---- | -------- | --- | - | - | - | - | -- | -- | ---- |  | -------------------------- |  | --- | --- | --- |
| 1    | Vietnam  | 9   | 3 | 3 | 0 | 0 | 5  | 2  | +3   |  | Vietnam                    |  | 2-1 | 1-0 | 2-1 |
| 2    | Birmanie | 6   | 3 | 2 | 0 | 1 | 5  | 3  | +2   |  | Birmanie                   |  |     | 1-0 | 3-1 |
| 3    | Malaisie | 3   | 3 | 1 | 0 | 2 | 3  | 4  | -1   |  | Malaisie                   |  |     |     | 3-2 |
| 4    | Cambodge | 0   | 3 | 0 | 0 | 3 | 4  | 8  | -4   |  | Cambodge                   |  |     |     |     |

### Phase à élimination directe
|  | Demi-finales         | Demi-finales         | Demi-finales         | Demi-finales         |           |           | Finale                 | Finale                 | Finale                 | Finale                 |
|  |                      |                      |                      |                      |           |           |                        |                        |                        |                        |
|  | 3 et 7 décembre 2016 | 3 et 7 décembre 2016 | 3 et 7 décembre 2016 | 3 et 7 décembre 2016 |           |           | 14 et 17 décembre 2016 | 14 et 17 décembre 2016 | 14 et 17 décembre 2016 | 14 et 17 décembre 2016 |
|  | Indonésie ap         | Indonésie ap         | 2                    | 2                    |           |           | 14 et 17 décembre 2016 | 14 et 17 décembre 2016 | 14 et 17 décembre 2016 | 14 et 17 décembre 2016 |
|  | Indonésie ap         | Indonésie ap         | 2                    | 2                    |           |           | 14 et 17 décembre 2016 | 14 et 17 décembre 2016 | 14 et 17 décembre 2016 | 14 et 17 décembre 2016 |
|  | Vietnam              | Vietnam              | 1                    | 2                    |           |           | 14 et 17 décembre 2016 | 14 et 17 décembre 2016 | 14 et 17 décembre 2016 | 14 et 17 décembre 2016 |
|  | Vietnam              | Vietnam              | 1                    | 2                    | Indonésie | Indonésie | 2                      | 0                      |                        |                        |
|  | 4 et 8 décembre 2016 |                      |                      |                      | Indonésie | Indonésie | 2                      | 0                      |                        |                        |
|  |                      |                      | Thaïlande            | Thaïlande            | 1         | 2         |                        |                        |                        |                        |
|  | Birmanie             | Birmanie             | Thaïlande            | Thaïlande            | 1         | 2         | 0                      | 0                      |                        |                        |
|  | Birmanie             | Birmanie             |                      |                      |           |           |                        | 0                      |                        |                        |
|  | Thaïlande            | Thaïlande            | 2                    | 4                    |           |           |                        |                        |                        |                        |
|  | Thaïlande            | Thaïlande            | 2                    | 4                    |           |           |                        |                        |                        |                        |

## Classement des buteurs
Classement des buteurs :
- 6 buts :
  -  Teerasil Dangda
- 3 buts :
  -  Boaz Solossa
  -  Sarawut Masuk
- 2 buts :
  -  Chan Vathanaka
  -  Mohd Amri Yahyah
  -  Aung Thu
  -  Zaw Min Tun
  -  Lê Công Vinh
  -  Nguyễn Văn Quyết

## Sources et références
1. ↑  « Suzuki renew its title sponsorship of AFF Cup »(Archive.org • Wikiwix • Archive.is • Google • Que faire ?) (consulté le 20130317)
2. ↑  (en) Calendrier officiel de la phase finale
3. ↑  (en) « Live Match Updates », Asian Football Confederation (consulté le 19 décembre 2016)